# 盧森堡大獎賽
卢森堡大奖赛（德語：Großer Preis von Luxemburg）是1997年和1998年国际汽车联合会世界一级方程式锦标赛在纽博格林赛道所举办的分站赛所用的名称。虽然按规定在一个国家不允许举办多于一场分站赛，但国际汽联曾通过给赛事另外命名来绕开这一规定：比如圣马力诺大奖赛使用的伊莫拉赛道并不在圣马力诺而是在意大利。
1997年，西班牙和德国各有两站比赛。巴塞罗那举办了西班牙大奖赛，赫雷斯賽道举办了欧洲大奖赛。德国的霍根海姆赛道举办了德国大奖赛，国际汽联决定将纽博格林赛道举办的分站赛命名为卢森堡大奖赛，因该赛道距德卢边界约五十英里，由此避免了德国两分站赛重名。1998年虽然并没有欧洲大奖赛，但卢森堡大奖赛的名字依旧使用。从1999年开始，该项比赛被冠以欧洲大奖赛的名称。2008年到2012年欧洲大奖赛移至瓦伦西亚市街赛道，纽博格林赛道的比赛被称为德国大奖赛。

## 赛事历史

### 1997
比赛结果: 1997年卢森堡大奖赛
雅克·维伦纽夫在此获得他最后一个F1分站赛冠军，而前四名的赛车均使用威龍引擎驱动。

### 1998
比赛结果: 1998年卢森堡大奖赛
1998年，米卡·哈基宁获得胜利，他的队友大卫·库塔位列第三。 迈克尔·舒马赫拿到杆位却获得第二。哈基宁在当年最后一站拿到世界冠军；有趣的是，这使得所有在卢森堡大奖赛获胜的车手均获得当年的世界冠军。

## 冠军

### 歷屆冠軍
粉紅色背景表示該賽事不屬於一級方程式世界錦標賽
| 年份        | 车手              | 车队            | 赛道         | 报告 |
| ----------- | ----------------- | --------------- | ------------ | ---- |
| 1998        | 米卡·哈基宁       | 迈凯伦–梅赛德斯 | 纽博格林赛道 | 报告 |
| 1997        | 雅克·维伦纽夫     | 威廉姆斯–雷诺   | 纽博格林赛道 | 报告 |
| 1996 – 1953 | 停辦              | 停辦            | 停辦         | 停辦 |
| 1952        | 萊斯·萊斯頓       | 库珀            | 芬德爾       | 报告 |
| 1951        | 艾倫·布朗         | 库珀–諾頓       | 芬德爾       | 报告 |
| 1950        | 阿尔贝托·阿斯卡里 | 法拉利          | 芬德爾       | 报告 |
| 1949        | 路易吉·維洛雷西   | 法拉利          | 芬德爾       | 报告 |